# 梅伍德鎮區 (明尼蘇達州本頓縣)
梅伍德鎮區（英語：Maywood Township）是位於美國明尼蘇達州本頓縣的一個行政鎮區。

## 地方資料
梅伍德鎮區的面積為92.40平方千米，當中陸地面積為92.40平方千米，而水域面積為0.00平方千米。根據2020年美國人口普查的數據，當地共有人口976人，而人口密度為每平方千米10.56人。